# Мегления (дружество)
Дружеството „Мегления“ (на румънски: Societatea „Meglenia“) е румънска неправителствена организация, имаща за цел поддържането на мъгленорумънската култура.

## История
Дружеството е основано на 3 януари 1916 година като Дружество „Мегления“. След затихване на функциите му в 1927 година в Силистра е основано отново под същото име. На 1 юли 1932 година в Букурещ дружеството е възобновено като Културно дружество „Мегления“ (Societatea Culturală „Meglenia“) и е регистрирано на 15 януари 1933 година. Основатели в 1932 година са Константин Ное, Йоан Наум, Николае Пая, Д. Дионисие, Г. Попа-Константинеску, Г. Пампор, Деметру Кехая, Вангеле Рошка, Василе Касап, Петре Чучу, Хр. Юфу, Хр. Рошу, Г. Койфеску, Христу Ташку, Стама Бучу, Цезар Бучу, Теодор Минда, отец Николае Рошка, Думитру Попа-Константинеску, Константин Нану, Константин Гириз.
Целите на дружеството са:
- „Да се бори за културното издигане на мегленските румънци, където и да се намират;
- Да допринася за материалната и морална помощ на членовете на обществото, особено на колонистите в Нова Добруджа;
- Запазване, оценяване и насърчаване на всички добри и красиви традиции: костюми, песни, стари навици с благотворно влияние върху душата;
- Възпитаване на патриотични чувства, дух на дисциплина и подчинение на законите и властите;
- Укрепване на вярата на предците;
- Укрепване на чувството за солидарност и братство между всички румънски заселници в Нова Добруджа.“[1]

В първия управителен съвет на дружеството влизат Константин Ное, Деметру Кехая, Хр. Юфу, Николае Пая, Д. Дионисие, Йоан Наум, Г. Думитриу, Янчу Мишу, Петре Мегя, Г. Барба, Г. Чуляну и Ст. Пампор, а в контролната комисия А. Моску, Й. Ливяну и Ташку Мишу.